# イシドラ・ノネイ

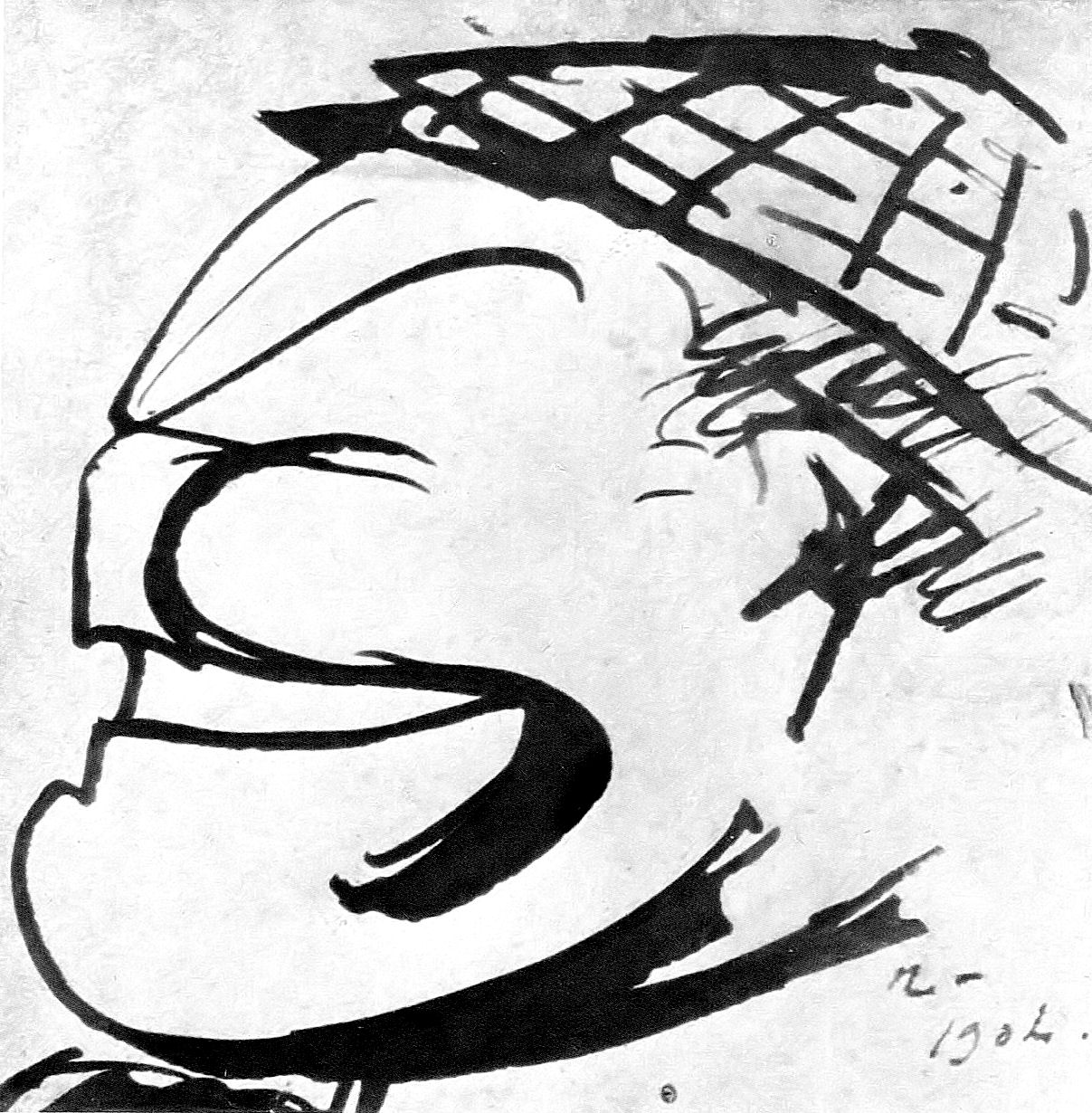
自画像

イシドラ・ノネイ（Isidre Nonell i Monturiol、カタルーニャ語発音: [iˈsidɾə nuˈneʎ]、スペイン語表記: Isidro Nonell y Monturiol、1872年11月30日 - 1911年2月21日）はスペインの画家である。社会の底辺にある人々を描いた。イジドラ・ヌネイとも音訳される。

## 略歴
バルセロナに生まれた 。両親は小さいが繁盛した食料品工場を経営していた。幼馴染に画家になるジョアキム・ミール(1873-1940)がいて、同じ学校に通った。早くから画家を目指していた。
ジュゼップ・ミラベント (Josep Mirabent) やガブリエル・マルチネス・アルテス (Gabriel Martínez Altés)、リュイス・グラナー (Lluís Graner) に学んだ。1893年から1895年の間はバルセロナの美術学校 (Escola de Belles Arts de Barcelona) で学んだ。リカルド・カナルス、ラモン・ピチョット、ジュリ・バルミッジャーナ (Juli Vallmitjana)、アドリアー・グアル (Adrià Gual)、ジョアキム・スニェー (Joaquim Sunyer) といった若い画家たちと活動し、「Colla del Safrà（サフラン色の会）」またはその活動したバルセロナの場所の名前から「pandilla de Sant Martí（サンマルティ派）」と呼ばれる美術家グループ（1893年から1986年の間、このグループは活動した）の重要なメンバーだった。1894年から雑誌「La Vanguardia」の挿絵を描くようになり、その後「L'Esquella de la Torratxa」や「Barcelona Cómica」、「Pèl & Ploma」、「Forma」といった雑誌の挿絵も描いた。 
1896年にリカルド・カナルスとパリに移り、パリで展覧会を開いた。1900年にバルセロナに戻り、1902年と1903年にバルセロナの「Sala París」で展覧会を開いた。1896年にリカルド・カナルスとパリに移り、パリで展覧会を開いた。1900年にバルセロナに戻り、1902年と1903年にバルセロナの「Sala París」で展覧会を開いた。
バルセロナで38歳で病没した。

## 作品

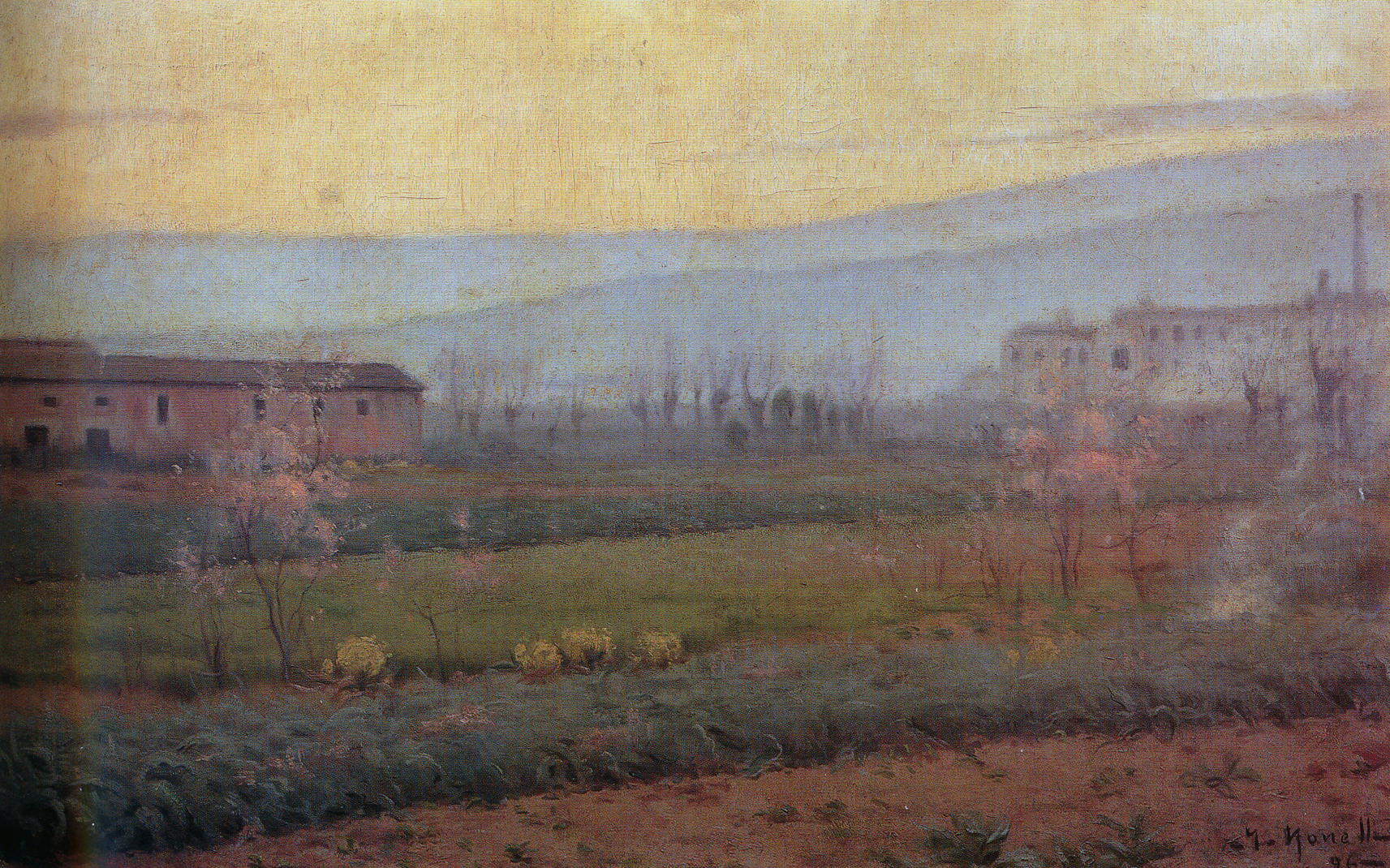
サンマルティの夕日 (1896)
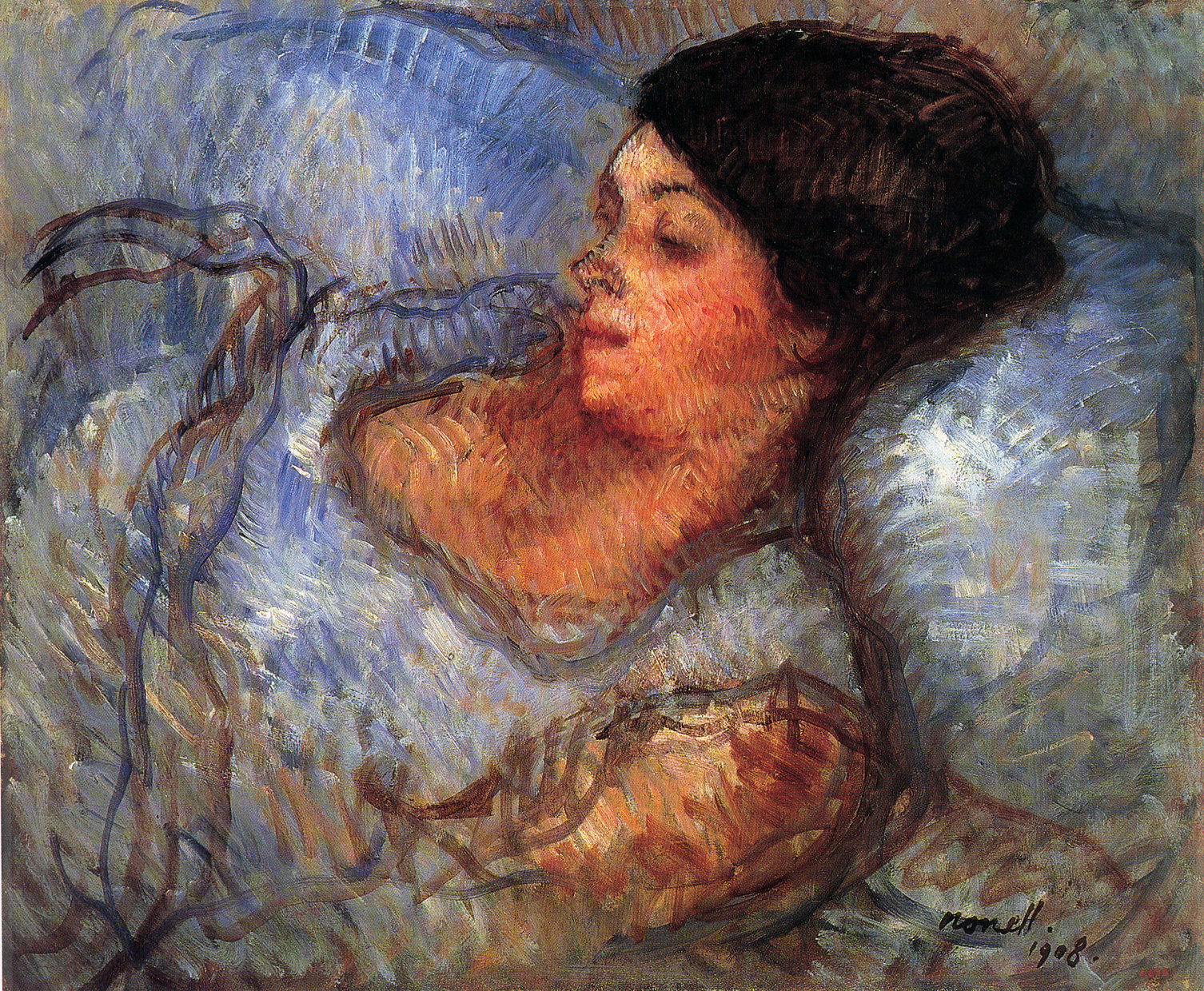
習作 (1908)
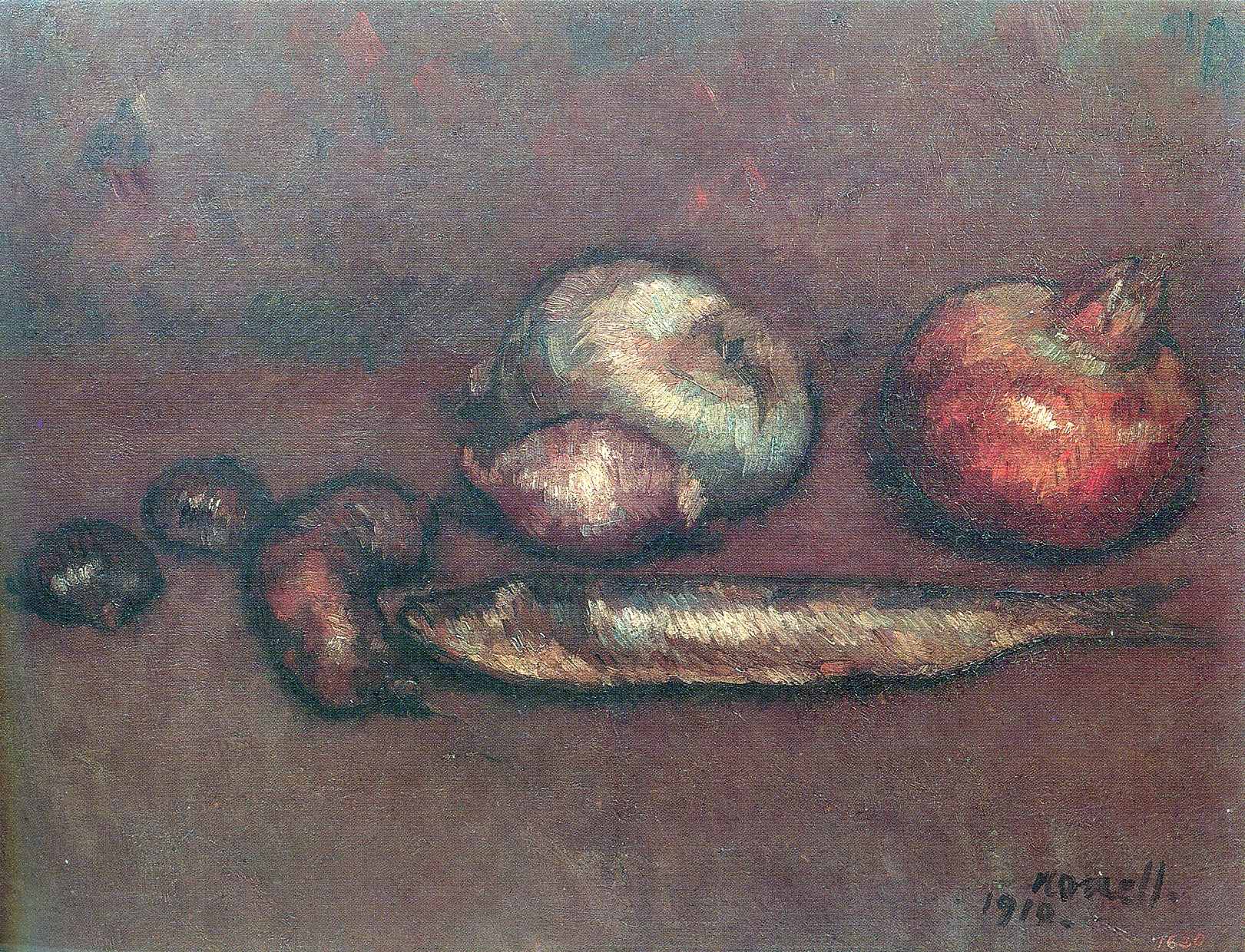
静物画 (1910)

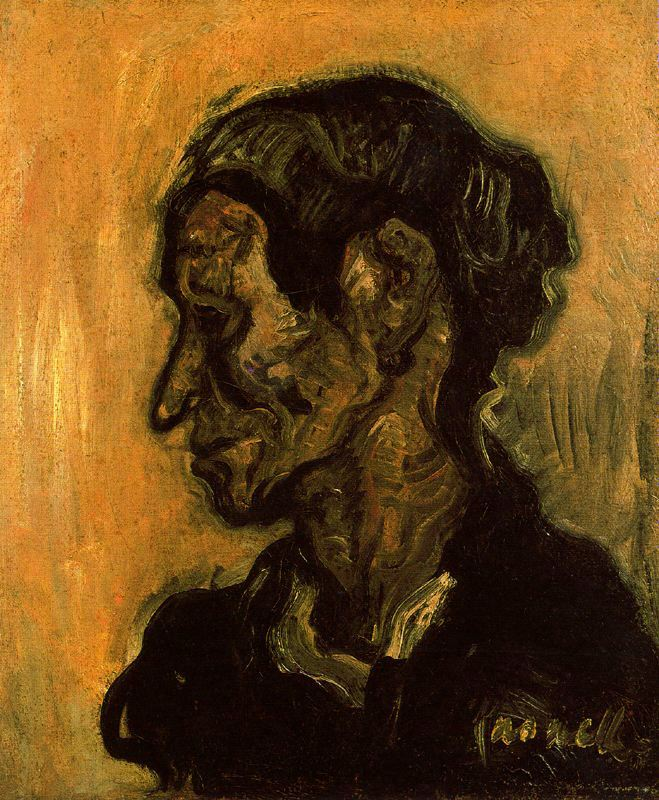
年老いたジプシー (1901)
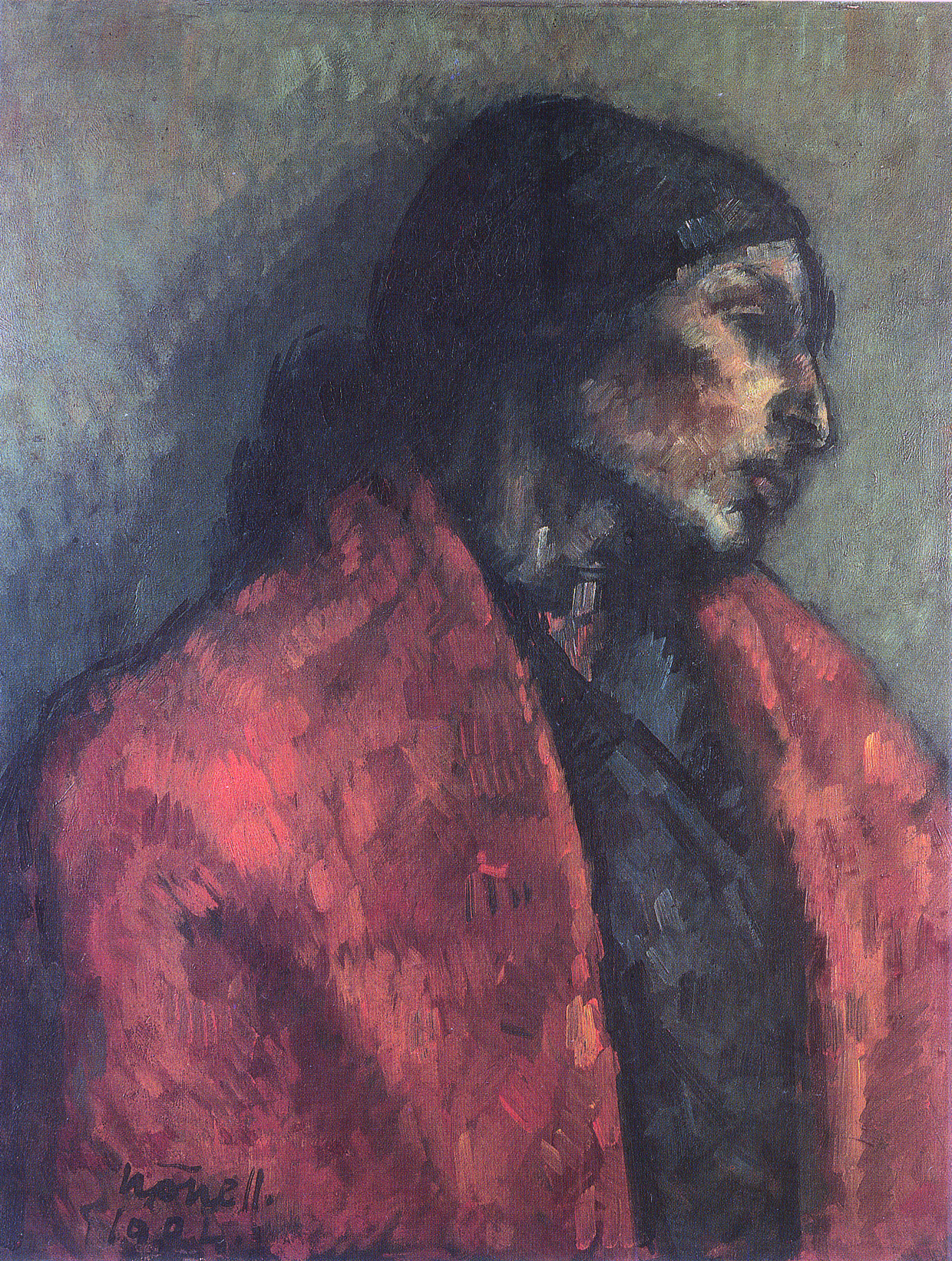
La Paloma (1904)
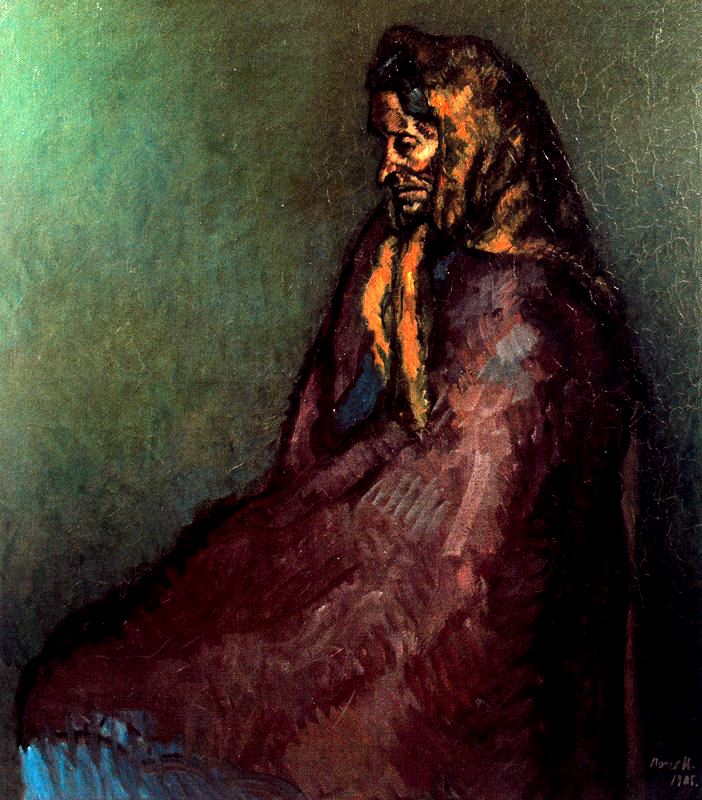
ジプシー (1905)
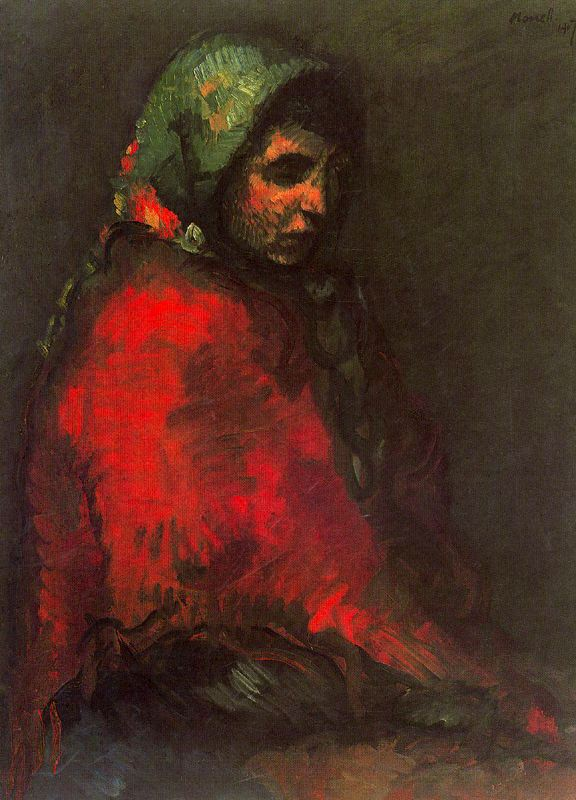
Maruja (1907)